# 15-я гвардейская кавалерийская дивизия
15-я гвардейская кавалерийская Мозырская Краснознамённая ордена Суворова дивизия — воинское соединение РККА, принимавшее участие в Великой Отечественной войне.
Условное наименование — войсковая часть полевая почта (в/ч пп) № 43115.
Сокращённое наименование — 15 гв. кд.

## История
Приказом НКО СССР № 78 от 14 февраля 1943 года 8-й кавалерийский корпус был преобразован в 7-й гвардейский кавалерийский корпус, входившей в него 55-й кавалерийской дивизии также было присвоено почётное звание «Гвардейская». Новый войсковой номер 15-я гвардейская кавалерийская дивизия был присвоен 14 марта 1943 года.
Переформирована в 12-ю гвардейскую механизированную дивизию в 1945 году. Переформирована в 15-ю гвардейскую танковую дивизию в 1957 году. В 1957—1965 годах — 33-я гвардейская танковая дивизия Белорусского военного округа. Выведена в 1990 году в г. Чебаркуль.

## Состав
Новая нумерация частям дивизии присвоена 14 марта 1943 года.
- 53-й гвардейский кавалерийский полк;
- 55-й гвардейский кавалерийский полк;
- 57-й гвардейский кавалерийский полк;
- 57-й отдельный танковый полк (с 25 марта 1944 года);
- 147-й гвардейский артиллерийско-миномётный полк (59-й отдельный конно-артиллерийский дивизион);
- 19-й отдельный гвардейский дивизион противовоздушной обороны (зенитная батарея);
- 147- й гвардейский артиллерийский парк;
- 55-й отдельный разведывательный эскадрон;
- 16-й отдельный гвардейский сапёрный эскадрон;
- 14-й отдельный гвардейский эскадрон связи;
- 11-й отдельный медико-санитарный эскадрон;
- 17-й отдельный гвардейский взвод химической защиты (15-й отдельный гвардейский эскадрон химической защиты);
- 135-й продовольственный транспорт;
- 18-й взвод подвоза горюче-смазочных материалов;
- 16-й дивизионный ветеринарный лазарет;
- 311-я полевая почтовая станция;
- 986-я полевая касса Государственного банка СССР[3].

- управление (г. Миловице)
- 29-й гвардейский танковый Идрицкий Краснознамённый полк (г. Миловице);
- 239-й гвардейский танковый Витебский ордена Суворова полк (г. Миловице);
- 244-й гвардейский танковый Лодзинский Краснознамённый, орденов Суворова и Кутузова полк (г. Миловице);
- 295-й гвардейский мотострелковый Краснознамённый, орденов Суворова, Кутузова, Александра Невского полк (г. Миловице);
- 914-й самоходно-артиллерийский Киевский дважды Краснознамённый орденов Суворова, Кутузова, Богдана Хмельницкого полк (Трутнов);
- 282-й зенитно-ракетный Белостокский Краснознамённый полк (Лазне Богданеч);
- 535-й отдельный ракетный дивизион (Здеховице);
- 81-й отдельный разведывательный батальон (г. Миловице);
- 215-й отдельный гвардейский батальон связи (г. Миловице);
- 152-й отдельный гвардейский инженерно-сапёрный батальон (Здеховице);
- 517-й отдельный батальон химической защиты (г. Миловице);
- 142-й отдельный ремонтно-восстановительный батальон (г. Миловице);
- 119-й отдельный медицинский батальон (г. Миловице);
- 910-й отдельный батальон материального обеспечения (г. Миловице)[6].

## Периоды вхождения в состав Действующей армии
- 14 февраля 1943 года — 29 апреля 1943 года
- 10 сентября 1943 года — 9 мая 1945 года[3]

## В составе
| Подчинение       | Подчинение                                  | Подчинение         | Подчинение                           | Подчинение            |
| Дата             | Фронт (округ)                               | Армия              | Корпус                               | Примечания            |
| ---------------- | ------------------------------------------- | ------------------ | ------------------------------------ | --------------------- |
| 14.02.1943 года  | Юго-Западный фронт                          | 5-я танковая армия | 7-й гвардейский кавалерийский корпус | —                     |
| 01.03.1943 года  | Юго-Западный фронт                          | -                  | 7-й гвардейский кавалерийский корпус | -                     |
| 01.04.1943 года  | Юго-Западный фронт                          | -                  | 7-й гвардейский кавалерийский корпус | -                     |
| 01.05.1943 года  | Юго-Западный фронт                          | -                  | 7-й гвардейский кавалерийский корпус | -                     |
| 01.06. 1943 года | Резерв Ставки Верховного Главнокомандования | -                  | 7-й гвардейский кавалерийский корпус | Степной военный округ |
| 01.07. 1943 года | Резерв Ставки Верховного Главнокомандования | -                  | 7-й гвардейский кавалерийский корпус | Степной военный округ |
| 01.08.1943 года  | Резерв Ставки Верховного Главнокомандования | -                  | 7-й гвардейский кавалерийский корпус | -                     |
| 01.09.1943 года  | Резерв Ставки Верховного Главнокомандования | -                  | 7-й гвардейский кавалерийский корпус | -                     |
| 01.10.1943 года  | Центральный фронт                           | 61-я армия         | 7-й гвардейский кавалерийский корпус | -                     |
| 01.11.1943 года  | Белорусский фронт                           | 65-я армия         | 7-й гвардейский кавалерийский корпус | -                     |
| 01.12.1943 года  | Белорусский фронт                           | -                  | 7-й гвардейский кавалерийский корпус | -                     |
| 01.01.1944 года  | Белорусский фронт                           | 61-я армия         | 7-й гвардейский кавалерийский корпус | -                     |
| 01.02.1944 года  | Белорусский фронт                           | 61-я армия         | 7-й гвардейский кавалерийский корпус | -                     |
| 01.03.1944 года  | 2-й Белорусский фронт                       | -                  | 7-й гвардейский кавалерийский корпус | -                     |
| 01.04.1944 года  | 2-й Белорусский фронт                       | -                  | 7-й гвардейский кавалерийский корпус | -                     |
| 01.05.1944 года  | 1-й Белорусский фронт                       | 69-я армия         | 7-й гвардейский кавалерийский корпус | -                     |
| 01.06.1944 года  | 1-й Белорусский фронт                       | -                  | 7-й гвардейский кавалерийский корпус | -                     |
| 01.07.1944 года  | 1-й Белорусский фронт                       | -                  | 7-й гвардейский кавалерийский корпус | -                     |
| 01.08.1944 года  | 1-й Белорусский фронт                       | -                  | 7-й гвардейский кавалерийский корпус | -                     |
| 01.09.1944 года  | 1-й Белорусский фронт                       | -                  | 7-й гвардейский кавалерийский корпус | -                     |
| 01.10.1944 года  | 1-й Белорусский фронт                       | -                  | 7-й гвардейский кавалерийский корпус | -                     |
| 01.11.1944 года  | 1-й Белорусский фронт                       | -                  | 7-й гвардейский кавалерийский корпус | -                     |
| 01.12.1944 года  | 1-й Белорусский фронт                       | -                  | 7-й гвардейский кавалерийский корпус | -                     |
| 01.01.1945 года  | 1-й Белорусский фронт                       | -                  | 7-й гвардейский кавалерийский корпус | -                     |
| 01.02.1945 года  | 1-й Белорусский фронт                       | -                  | 7-й гвардейский кавалерийский корпус | -                     |
| 01.03.1945 года  | 1-й Белорусский фронт                       | -                  | 7-й гвардейский кавалерийский корпус | -                     |
| 01.04.1945 года  | 1-й Белорусский фронт                       | -                  | 7-й гвардейский кавалерийский корпус | -                     |
| 01.05.1945 года  | 1-й Белорусский фронт                       | -                  | 7-й гвардейский кавалерийский корпус | -                     |

## Командование дивизии

### Командиры
- Чаленко, Иван Терентьевич (14 февраля 1943 — 18 марта 1945 года), гвардии полковник, гвардии генерал-майор;
- Покровский, Леонид Михайлович (6 января 1944 года — 7 сентября 1944 года), гвардии полковник (ВрИД);
- Рышков, Михаил Петрович, гвардии полковник, (19 марта 1945 — 9 мая 1945 года)

### Заместители командира
- Жигайлов, Николай Николаевич, гвардии полковник

## Отличившиеся воины дивизии
Герои Советского Союза:
- Агафонов, Алексей Сергеевич, гвардии старший сержант, командир отделения 16-го отдельного гвардейского сапёрного эскадрона. Указ Президиума Верховного Совета СССР от 15 января 1944 года.
- Аннаев, Ораз, гвардии старшина, помощник командира сабельного взвода 55-го гвардейского кавалерийского полка. Указ Президиума Верховного Совета СССР от 15 января 1944 года.
- Бредихин, Николай Фёдорович, майор, начальник штаба 60-го танкового полка. Указ Президиума Верховного Совета СССР от 15 января 1944 года.
- Горбачёв, Афанасий Семёнович, гвардии старший сержант, командир отделения взвода связи 55-го гвардейского кавалерийского полка. Указ Президиума Верховного Совета СССР от 27 февраля 1945 года.
- Григорьев, Николай Васильевич, гвардии сержант, командир орудийного расчёта 147-го гвардейского артиллерийско-миномётного полка. Указ Президиума Верховного Совета СССР от 27 февраля 1945 года.
- Докучаев, Михаил Степанович, гвардии сержант, командир расчёта 45-мм орудия 55-го гвардейского кавалерийского полка. Указ Президиума Верховного Совета СССР от 27 февраля 1945 года.
- Жуков, Валентин Семёнович, гвардии старший сержант, командир расчёта 45-мм орудия 53-го гвардейского кавалерийского полка. Указ Президиума Верховного Совета СССР от 24 декабря 1943 года.
- Зудлов, Сергей Анфиногенович, гвардии младший лейтенант, командир взвода разведки 57-го гвардейского кавалерийского полка. Указ Президиума Верховного Совета СССР от 15 января 1944 года.
- Калинин, Борис Петрович, гвардии младший лейтенант, командир огневого взвода 45-мм орудий. Указ Президиума Верховного Совета СССР от 24 декабря 1943 года
- Клычев, Мухамед, гвардии младший сержант, командир расчёта противотанкового ружья 57-го гвардейского кавалерийского полка. Указ Президиума Верховного Совета СССР от 27 февраля 1945 года.
- Козлов, Александр Герасимович, гвардии старший сержант, наводчик орудия 53-го гвардейского кавалерийского полка. Указ Президиума Верховного Совета СССР от 27 февраля 1945 года.
- Корнеев, Иван Ильич, гвардии сержант, наводчик орудия 147-го гвардейского артиллерийско-миномётного полка. Указ Президиума Верховного Совета СССР от 27 февраля 1945 года.
- Маркин, Иосиф Борисович, гвардии сержант, разведчик 53-го гвардейского кавалерийского полка. Указ Президиума Верховного Совета СССР от 27 февраля 1945 года.
- Марков, Виктор Степанович, лейтенант, командир танковой роты 60-го танкового полка. Указ Президиума Верховного Совета СССР от 26 апреля 1944 года.
- Мастрюков, Николай Трофимович, гвардии лейтенант, командир эскадрона 53-го гвардейского кавалерийского полка. Указ Президиума Верховного Совета СССР от 15 января 1944 года.
- Махмудов, Джура, гвардии сержант, командир расчёта станкового пулемёта 57-го гвардейского кавалерийского полка. Указ Президиума Верховного Совета СССР от 27 февраля 1945 года.
- Налимов, Сергей Венедиктович, гвардии сержант, помощник командира огневого взвода 57-го гвардейского кавалерийского полка. Указ Президиума Верховного Совета СССР от 24 декабря 1943 года.
- Никонов, Яков Васильевич, гвардии сержант, исполняющий обязанность командира взвода 57-го гвардейского кавалерийского полка. Указ Президиума Верховного Совета СССР от 27 февраля 1945 года.
- Понамарчук, Семён Трофимович, гвардии старший сержант, командир отделения 16-го отдельного гвардейского сапёрного эскадрона. Указ Президиума Верховного Совета СССР от 15 мая 1946 года.
- Попов, Иван Анисимович, гвардии капитан, командир батареи 147-го гвардейского артиллерийско-миномётного полка. Указ Президиума Верховного Совета СССР от 27 февраля 1945 года.
- Рудаков, Павел Васильевич, гвардии лейтенант, командир взвода противотанковых ружей 57 гвардейского кавалерийского полка. Указ Президиума Верховного Совета СССР от 27 февраля 1945 года.
- Савченко, Иван Андреевич, гвардии старший лейтенант, командир пулемётного взвода 55-го гвардейского кавалерийского полка. Указ Президиума Верховного Совета СССР от 27 февраля 1945 года. Звание присвоено посмертно.
- Свердликов, Григорий Иванович, гвардии старший лейтенант, командир батареи 53-го гвардейского кавалерийского полка. Указ Президиума Верховного Совета СССР от 9 февраля 1944 года.
- Смелов, Александр Иванович, гвардии старший лейтенант, командир эскадрона 55-го гвардейского кавалерийского полка. Указ Президиума Верховного Совета СССР от 27 февраля 1945 года.
- Сульдин, Яков Григорьевич, старший лейтенант, командир роты 60-го танкового полка. Указ Президиума Верховного Совета СССР от 26 апреля 1944 года. Звание присвоено посмертно.

 Кавалеры ордена Славы трёх степеней:
- Асанов, Алимхан Баранбаевич, гвардии старший сержант, командир миномётного расчёта 57-го гвардейского кавалерийского полка. Перенаграждён указом Президиума Верховного Совета СССР от 17 февраля 1970 года;

## Награды и почётные наименования
| Награда (наименование)             | Дата награждения                                                     | За что награждена |
| ---------------------------------- | -------------------------------------------------------------------- | --- |
| Почётное звание «Гвардейская»      | приказ Народного комиссара обороны СССР № 78 от 14 февраля 1943 года | за проявленную отвагу в боях за Отечество с немецкими захватчиками, за стойкость, мужество, дисциплину и организованность, за героизм личного состава                      |
| Почётное наименование «Мозырьская» | приказ Верховного главнокомандующего № 07 от 15 января 1944 года     | за отличия в боях с немецкими захватчиками за освобождение городов Мозырь и Калинковичи                                                                                    |
| Орден Красного Знамени             | указ Президиума Верховного Совета СССР от 9 августа 1944 года        | за образцовое выполнение боевых заданий командования на фронте борьбы с немецкими захватчиками, за овладение городом Люблин и проявленные при этом доблесть и мужество     |
| Орден Суворова II степени          | указ Президиума Верховного Совета СССР от 19 февраля 1945 года       | за образцовое выполнение заданий командования в боях с немецкими захватчиками, за овладение городами Сохачев, Скерневице, Лович и проявленные при этом доблесть и мужество |

Также были удостоены наград и почётных наименований входящие в состав дивизии части:
- 53-й гвардейский кавалерийский Лодзинский[14] Краснознамённый[15] орденов Суворова[16] и Кутузова[17] полк;
- 55-й гвардейский кавалерийский Краснознамённый[15] орденов Суворова[18] , Кутузова[17] и Александра Невского[16] полк;
- 57-й гвардейский кавалерийский Померанский[19] Краснознамённый[15] орденов Суворова[17] и Кутузова[18] полк;
- 57-й танковый Лодзинский[14] Краснознамённый[15] орденов Суворова[17] и Кутузова[16] полк ;
- 147-й гвардейский артиллерийско-миномётный Лодзинский[14] Краснознамённый[15] орденов Богдана Хмельницкого[16] (II степени) и Суворова[17] полк ;
- 16-й отдельный гвардейский сапёрный орденов Александра Невского[16] и Красной Звезды[18] эскадрон;
- 14-й отдельный гвардейский орденов Александра Невского[16] и Красной Звезды[18] эскадрон связи;